# Setge d'Alacant (1708-09)

## Antecedents
A principis de 1706, Alacant era l'única ciutat del Regne de València en mans borbòniques, i la seva ocupació era d'importància estratègica, doncs el seu port tenia bones defenses i estava situat en bona posició per abastir l'exèrcit que havia d'ocupar Madrid.
Després del fracàs d'un primer setge el gener de 1706, l'estol aliat de Sir George Byng arriba a la badia d'Alacant el 31 de juliol de 1706 i la infanteria de marina comandada per John Jennings i la infanteria de Richard Gorges ocupen la ciutat el 8 d'agost. El governador militar, Daniel Mahoy es refugià al Castell de la Santa Bàrbara fins a la seva capitulació el 7 de setembre.
Després de la batalla d'Almansa del 25 d'abril del 1707, James Fitz-James Stuart es va dirigir cap a l'Ebre mentre François Bidal d'Asfeld va rebre l'encàrrec de capturar les viles del sud del Regne de València. Després del setge de Xàtiva, el primer setge de Dénia, defensada per Diego Rejón i Silva, marquès d'Alcantarilla, va fracassar, però Alcoi va ser presa en els primers dies de 1708. Dénia va passar definitivament a mans de borbòniques el novembre de 1708, quedant Alacant com l'única plaça valenciana d'entitat en poder aliat.

## El setge
El 30 de novembre de 1708, l'exèrcit de François Bidal d'Asfeld, de 12.000 homes va arribar davant de la ciutat, defensada per 800 miquelets i 400 soldats del Regiment Ciutat d'Alacant. Al castell es trobaven 800 anglesos del regiment d'infanteria anglesa de Charles Hotham i el regiment d'infanteria mixta d'anglesos i hugonots francesos de Frédéric de Sybourg i un destacament d'artillers i mariners.
La ciutat va capitular aviat, i es va permetre a la guarnició hispànica embarcar cap a Catalunya, quedant només els anglesos, comandats per John Richards a la fortalesa, a l'espera que l'esquadra de cinc vaixells de l'almirall Sir George Byng els socorrés, però l'estol, en trànsit entre Lisboa i Barcelona va fracassar el seu intent a mitjans de gener de 1709 i es va dirigir a Maó.
Per aconseguir la rendició del castell va ser utilitzada la més avançada tècnica en enginyeria militar: la construcció d'una mina. El 20 de febrer dos oficials anglesos foren convidats a comprovar els treballs per accelerar la rendició. Les 117.600 lliures de pólvora van esclatar a la cara oest de la fortalesa el 3 de març de 1709, matant John Richards i cinquanta soldats més, però la guarnició va resistir unes setmanes més.
El 19 d'abril George Byng i James Stanhope, desplaçats fins al port d'Alacant signaven la rendició i recollien els sis-cents supervivents. Les tropes borbòniques recuperaven per al rei Felip l'última plaça del Regne de València.

## Conseqüències
Les restes del Regiment Ciutat d'Alacant desembarquen a Maó i s'integren al Regiment d'Infanteria Ahumada.